# متیو وان
متیو وان (به انگلیسی: Matthew Vaughn) (زاده ۷ مارس ۱۹۷۱) کارگردان انگلیسی است.
از فیلم‌های معروف او می‌توان به کارگردانی در فیلم گرد ستاره اشاره کرد. در سال ۲۰۲۵ میلادی بطور رسمی منتشر شد که وی به همراه کریستیانو رونالدو  یک کمپانی در زمینه ی تولید فیلم های اکشن تاسیس کرده اند تا رونالدو پس از دوران فوتبال، متمرکز این حوزه باشد.

## فیلم‌شناسی
- تتریس (تهیه‌کننده) (۲۰۲۳)
- آرگایل (۲۰۲۲) (تهیه‌کننده و کارگردان)
- شب خاموش (۲۰۲۱) (تهیه‌کننده)
- کینگزمن (۲۰۲۱) (نویسنده، تهیه‌کننده و کارگردان)
- بلادشات (۲۰۲۰) (تهیه‌کننده اجرایی)
- کینگزمن: محفل طلایی (۲۰۱۷) (نویسنده، تهیه‌کننده و کارگردان)
- کینگزمن: سرویس مخفی (۲۰۱۵) (نویسنده، تهیه‌کننده و کارگردان)
- مردان ایکس: روزهای گذشته آینده (۲۰۱۴) (نویسنده)
- کیک-اس ۲: گلوله‌ها به دیوار (۲۰۱۳) (تهیه‌کننده)
- مردان اکس: کلاس اول (۲۰۱۱) (نویسنده و کارگردان)
- کیک-اس (۲۰۱۰) (نویسنده، تهیه‌کننده و کارگردان)
- بدهی (فیلم ۲۰۱۰) (۲۰۱۰) (نویسنده و تهیه‌کننده)
- گرد ستاره (۲۰۰۷) (نویسنده، تهیه‌کننده و کارگردان)
- مین ماشین (۲۰۰۱) (تهیه‌کننده)
- قاپ‌زنی (۲۰۰۰) (تهیه‌کننده)
- قفل، انبار و دو بشکه باروت (۱۹۹۸) (تهیه‌کننده)